# Мотрић
Мотрић је насеље у Србији у општини Рековац у Поморавском округу. Према попису из 2022. било је 100 становника.

## Историја
До Другог српског устанка Мотрић се налазио у саставу Османског царства. Након Другог српског устанка Мотрић улази у састав Кнежевине Србије и административно је припадао Јагодинској нахији и Левачкој кнежини све до 1834. године када је Србија подељена на сердарства.
Овде се налазе Запис Вуловића орах (Мотрић), Запис дуд код извора (Мотрић) и Запис орах на раскрсници (Мотрић).

## Демографија
У насељу Мотрић живи 156 пунолетних становника, а просечна старост становништва износи 50,9 година (51,0 код мушкараца и 50,7 код жена). У насељу има 61 домаћинство, а просечан број чланова по домаћинству је 2,87.
Ово насеље је у потпуности насељено Србима (према попису из 2002. године), а у последња три пописа, примећен је пад у броју становника.
|  |

| Демографија | Демографија | Демографија |
| Година      | Становника  | Становника  |
| ----------- | ----------- | ----------- |
| 1948.       | 444         |             |
| 1953.       | 428         |             |
| 1961.       | 351         |             |
| 1971.       | 329         |             |
| 1981.       | 282         |             |
| 1991.       | 221         | 209         |
| 2002.       | 175         | 179         |

| Етнички састав према попису из 2002.‍ | Етнички састав према попису из 2002.‍ | Етнички састав према попису из 2002.‍ | Етнички састав према попису из 2002.‍ | Етнички састав према попису из 2002.‍ |
| ------------------------------------ | ------------------------------------ | ------------------------------------ | ------------------------------------ | ------------------------------------ |
|                                      |                                      |                                      |                                      |                                      |
| Срби                                 | Срби                                 |                                      | 175                                  | 100,0%                               |
| непознато                            | непознато                            |                                      | 0                                    | 0,0%                                 |

| Мотрић у пописима Јагодинске нахије — од 1818. до 1829.                           |       |       |       |       |       |       |          |       |       |       |       |       |
| Година пописа                                                                     | 1818. | 1819. | 1820. | 1821. | 1822. | 1823. | 1824/25. | 1825. | 1826. | 1827. | 1828. | 1829. |
| Куће                                                                              | 11    | 12    | 14    | 15    | 15    | 17    | 17       | 17    | 19    | 20    | 19    | 21    |
| Пореске главе*                                                                    | -     | 16    | 18    | 18    | 20    | 22    | 23       | 24    | 26    | 25    | 25    | 25    |
| Арачке главе**                                                                    | 31    | 32    | 35    | 37    | 36    | 39    | 47       | 50    | 53    | 53    | 52    | 58    |
| *Пореске главе = Ожењени мушкарци \| ** Арачке главе = Мушкарци од 7 до 70 година |       |       |       |       |       |       |          |       |       |       |       |       |

| Година пописа     | 1948. | 1953. | 1961. | 1971. | 1981. | 1991. | 2002. |
| ----------------- | ----- | ----- | ----- | ----- | ----- | ----- | ----- |
| Број домаћинстава | 75    | 79    | 80    | 78    | 75    | 66    | 61    |

| Број чланова      | 1 | 2  | 3  | 4 | 5 | 6 | 7 | 8 | 9 | 10 и више | Просек |
| ----------------- | - | -- | -- | - | - | - | - | - | - | --------- | ------ |
| Број домаћинстава | 9 | 23 | 12 | 8 | 4 | 3 | 2 | 0 | 0 | 0         | 2,87   |

| Пол    | Укупно | Неожењен/Неудата | Ожењен/Удата | Удовац/Удовица | Разведен/Разведена | Непознато |
| ------ | ------ | ---------------- | ------------ | -------------- | ------------------ | --------- |
| Мушки  | 83     | 20               | 55           | 7              | 1                  | 0         |
| Женски | 76     | 7                | 56           | 13             | 0                  | 0         |
| УКУПНО | 159    | 27               | 111          | 20             | 1                  | 0         |

| Пол    | Укупно                    | Пољопривреда, лов и шумарство | Рибарство                            | Вађење руде и камена | Прерађивачка индустрија       |
| ------ | ------------------------- | ----------------------------- | ------------------------------------ | -------------------- | ----------------------------- |
| Мушки  | 32                        | 17                            | 0                                    | 0                    | 7                             |
| Женски | 15                        | 12                            | 0                                    | 0                    | 0                             |
| УКУПНО | 47                        | 29                            | 0                                    | 0                    | 7                             |
| Пол    | Производња и снабдевање   | Грађевинарство                | Трговина                             | Хотели и ресторани   | Саобраћај, складиштење и везе |
| Мушки  | 1                         | 0                             | 1                                    | 0                    | 0                             |
| Женски | 0                         | 0                             | 2                                    | 0                    | 0                             |
| УКУПНО | 1                         | 0                             | 3                                    | 0                    | 0                             |
| Пол    | Финансијско посредовање   | Некретнине                    | Државна управа и одбрана             | Образовање           | Здравствени и социјални рад   |
| Мушки  | 0                         | 0                             | 1                                    | 1                    | 3                             |
| Женски | 0                         | 0                             | 0                                    | 0                    | 0                             |
| УКУПНО | 0                         | 0                             | 1                                    | 1                    | 3                             |
| Пол    | Остале услужне активности | Приватна домаћинства          | Екстериторијалне организације и тела | Непознато            | Непознато                     |
| Мушки  | 1                         | 0                             | 0                                    | 0                    | 0                             |
| Женски | 1                         | 0                             | 0                                    | 0                    | 0                             |
| УКУПНО | 2                         | 0                             | 0                                    | 0                    | 0                             |